# 箕面市立豊川北小学校
箕面市立豊川北小学校（みのおしりつ とよかわきた しょうがっこう）は、大阪府箕面市にある公立小学校。
箕面市北東部の新興住宅地・丘陵地を校区とする。彩都のうち箕面市域の一部も校区に含まれる。箕面市で10番目の公立小学校として、1975年に箕面市立東小学校より分離開校した。

## 沿革
- 1975年4月1日 - 箕面市立豊川北小学校として開校。
- 1975年5月20日 - 第二期工事が竣工。この日を創立記念日とする。
- 1975年5月21日 - 校章制定。
- 1976年2月23日 - 体育館竣工。
- 1977年3月11日 - 校歌制定。
- 1991年1月19日 - 大阪府学校体育・保健センターより、学校給食優秀校として表彰を受ける。
- 1992年3月31日 - エレベーター設置。
- 2001年4月1日 - 給食室完成。
- 2004年4月1日 - 文部科学省より、「児童生徒の心に響く道徳教育推進事業」実施校に指定される（箕面市立第六中学校校区として）

## 通学区域
- 箕面市 粟生間谷西3丁目（一部）・4丁目-7丁目、粟生間谷東1丁目（一部）・2丁目-8丁目、粟生外院6丁目3（一部）、彩都粟生南。

卒業生は基本的に箕面市立第六中学校に進学する。

## 交通
- 阪急バス 「粟生団地」より北へ徒歩５分。
- 大阪モノレール彩都線 彩都西駅 南西へ約3km。